# اختبار المواطنة (ألمانيا)
اختبار التجنس٬ أو الموطنة٬ أو امتحان التقدم للجنسية الألمانية
(بالألمانية: Einbürgerungstest) هو اختبار يجب اجتيازه حتى يحصل المقيم في بلدٍ ما على جنسية هذا البلد. على سبيل المثال، يتم فحص مستوى معرفة المتقدم حول تاريخ الدولة أو لغتها أو مؤهلات سوق العمل.
يوجد اختبارات تجنيس في الولايات المتحدة الأمريكية وكندا وهولندا والنمسا وسويسرا والدنمارك وأستراليا (منذ عام 2007) وفي ألمانيا (منذ عام 2008).

## ألمانيا

### اختبار التجنس فيبادن فورتمبيرغ2006-2011
كان على المتقدمين للحصول على الجنسية الألمانية ابتداءاً من 2006  الإجابة على 30 سؤال تتعلق بجوهر الديمقراطية، وحرية الدين والمشاعر الدينية المتعلقة بأحداث 11 سبتمبر 2001 في وتفجيرات مدريد 2004، المثلية٬ وبعض الأسئلة المتعلقة بشكل خاص بدور كل من الرجل والمرأة في المجتمع. لم يتم تقديم الأسئلة كتابة لمقدمي الطلبات، حيث كان طرح الأسئلة على شكل نقاش شفهي، وإذا تم تقييمها بشكل مناسب، يمكن أن يؤدي إلى رفض طلب التجنيس.

### مسودة هيسن
قامت وزارة الداخلية في هيسن في 14 مارس 2006 بإصدار كتيب «دليل المعرفة والقيم في ألمانيا وأوروبا» الذي يحتوي على 100 سؤال حول السياسة والتاريخ والثقافة الألمانية والأوروبية، لكنها لم تقدم أي إجابات (لا يوجد «حل نموذجي»).
تحتوي المسودة على أسئلة حول الموضوعات التالية
- «ألمانيا والألمان»،
- «أساسيات التاريخ الألماني»،
- «الدستور والحقوق الأساسية»،
- «الانتخابات والأحزاب ومجموعات المصالح»،
- «البرلمان والحكومة والقوات المسلحة»،
- «الدولة والدولة الدستورية ودولة الرفاهية»،
- «ألمانيا في أوروبا»،
- «الثقافة والعلوم» كذلك
- «الرموز الوطنية الألمانية».

### النظام الاتحادي
أصبح منذ  1 سبتمبر 2008، على الأجانب في ألمانيا اجتياز اختبار التجنيس على مستوى كامل الولايات الألمانية. حيث يتكون الاختبار من 33 سؤالًا من فهرس يضم 310 أسئلة، يجب الإجابة على 17 سؤالًا بشكل صحيح.

#### تغييرات أبريل 2013
منذ 1. أبريل 2013، يعتبر اختبار «العيش في ألمانيا» اختبارًا ألزامياً للتجنيس. يحتوي على 33 سؤالًا، يتم تجميعها معًا من استبيان. يتم استخدام نفس الاستبيان (300 سؤال على مستوى ألمانيا و 10 أسئلة لكل ولاية فيدرالية) لإكمال الاختبار النهائي لدورة التوجيه. يمكنك اجتياز اختبار التجنس بـ 17 إجابة صحيحة على الأقل.

## أستراليا
يوجد اختبار الجنسية الأسترالية (بالإنجليزية: citizenship test)‏ منذ عام 2007. يحتوي على 20 سؤالا في شكل الاختيار من متعدد، والتي يجب الإجابة بشكل صحيح على 75 ٪ منها. لا يتم اختبار إجادة اللغة الإنجليزية هنا، ولكن يُفهم على أنه شرط أساسي للإجابة على الأسئلة.

## كندا
في بلد الهجرة كندا، حيث انه من كل ستة ولد واحد في الخارج. كل عام يتم قبول 250,000 مهاجر. في عام 1967، تم إدخال نظام تسجيل للتحكم في هجرة العمال المهرة. سيتم منح المتقدمين فرص التعليم واللغة ودمجهم بسوق العمل. يتم اختيار حوالي 23 ٪ فقط من المتقدمين في مجال الاقتصاد من خلال نظام النقاط، لأن أفراد الأسرة لا يتعين عليهم الخضوع لهذا.

## النمسا
في النمسا، يتعين على المهاجرين الإجابة على استبيان متعدد الخيارات يحتوي على 18 سؤالًا. تدور الأسئلة حول الديمقراطية والتاريخ واللغة في النمسا. يجب الإجابة عن نصف الأسئلة على الأقل بشكل صحيح، مع إتاحة ورقة تعليمية للتحضير. تقع محتويات الاختبارات على عاتق الولايات الفيدرالية المعنية. يمكن إجراء الاختبار خمس مرات كحد أقصى. علاوة على ذلك، يتم فحص المهارات اللغوية خلال الاختبارات.

## سويسرا
تستخدم بعض الكانتونات أيضًا اختبارات التجنيس. حيث ان كانتون برن  أو أرجاو. تقوم بدورات جنسية خاصة. نيابة عن البلديات، تجري مدرسة النادي أيضًا اختبارات التجنس في كانتون برن. تقدم النقابات دليلًا مدته يومًا واحدًا عن التجنس مع معهد Movendo التعليمي.

## هولندا
من أجل التجنس في هولندا، يجب على المتقدم اجتياز اختبار التجنس في السفارة الهولندية في بلده الأصلي. وهذا يشمل أسئلة حول تاريخ وثقافة هولندا. يحصل المتقدم على دي في دي، يحوي معلومات شاملة عن التاريخ ومعالم وثقافة البلد.

## روابط خارجية
- مرسوم اختبار التجنيس ودورة التجنس (صفحة نظرة عامة)
  - قانون اختبار التجنيس.
  - اختبار تجنيس استبيان (العرض الشامل لجميع الأسئلة البالغ عددها 300 سؤال و 10 أسئلة متعلقة بالولاية)
- اختبار عينة BAMF (نموذج استبيان BAMF مع 33 أسئلة تم اختيارها عشوائيا)
- اختبار التجنس كندا (الإنجليزية / الفرنسية)
- ألمانيا: اجتياز اختبار التجنس دائمًا - مقال في الرسالة الإخبارية «الهجرة والسكان»